# Stephanie Rovetti
Stephanie Rovetti (2 de outubro de 1991) é uma jogadora de rugby sevens estadunidense.

## Carreira
Rovetti estudou na Reno High School e se formou em 2010. Após o ensino médio, ela se formou na BYU com bacharelado em saúde pública em 2014 e na California State University, Fresno com um MPA em Administração Pública em 2016. Rovetti foi jogadora de basquete na faculdade e começou a jogar rúgbi aos 24 anos, após atingir o limite de sua elegibilidade para o basquete na NCAA. Atualmente, ela é a Diretora de Operações do time de basquete da Universidade de San Diego.
Ela foi nomeada para a equipe feminina de sevens dos Estados Unidos para as Olimpíadas de Verão de 2024 em Paris. Seu time derrotou a Austrália na disputa pela medalha de bronze e ganhou a primeira medalha olímpica dos EUA em sevens.